# Rhagodinus caenaeicus
Rhagodinus caenaeicus är en spindeldjursart som först beskrevs av Penther 1913.  Rhagodinus caenaeicus ingår i släktet Rhagodinus och familjen Rhagodidae. Inga underarter finns listade i Catalogue of Life.